# Cantonul Trèves
Cantonul Trèves este un canton din arondismentul Le Vigan, departamentul Gard, regiunea Languedoc-Roussillon, Franța.

## Comune
- Causse-Bégon
- Dourbies
- Lanuéjols
- Revens
- Saint-Sauveur-Camprieu
- Trèves (reședință)